# Alfons de Borbó i de Battenberg
Alfons de Borbó i de Battenberg (en castellà: Alfonso de Borbón y Battenberg) (Palau Reial, Madrid, 10 de maig de 1907 - Miami, Estats Units d'Amèrica, 6 de setembre de 1938), comte de Covadonga, era el fill primogènit dels reis Alfons XIII i Victòria Eugènia d'Espanya i va ser príncep d'Astúries i hereu de la Corona espanyola des del seu naixement i fins a la proclamació de la II República espanyola, el 1931. A l'exili, va seguir utilitzant la dignitat de príncep d'Astúries fins a l'any 1933 quan va renunciar els seus drets successoris a la Corona espanyola per poder contraure matrimoni morganàtic.

## Biografia
Nascut al Palau Reial de Madrid el 10 de maig de 1907, des del seu naixement va adquirir la condició de príncep d'Astúries i hereu de la Corona espanyola en ser el primer fill de l'aleshores rei Alfons XIII. Des de petit se li va detectar l'hemofília, malaltia que també patia el seu germà petit Gonçal, transmesa per la seva mare i introduïda a la branca materna a través de la reina Victòria I del Regne Unit. Durant tota la vida va tenir una salut molt fràgil.
Va ser educat a palau dins l'estricte protocol de la cort espanyola, però va rebre influències anglòfiles per part de la seva mare. La seva formació va ser insuficient i va tenir dificultats per desenvolupar les funcions públiques com a hereu de la Corona a causa de les crisis generades per la seva malaltia.
El 15 d'abril de 1931, el dia posterior a la proclamació de la Segona República espanyola, va exiliar-se amb tota la seva família cap a França.
Es va enamorar d'Edelmira Sampedro i Robato (1906-1994), cubana d'origen espanyol, durant la seva estada a una clínica suïssa i amb qui es casà a Lausana (Suïssa) el 21 de juny de 1933. Per poder contraure matrimoni morganàtic amb ella, l'11 de juny va renunciar els drets successoris a la Corona espanyola i a la dignitat de príncep d'Astúries que continuava utilitzant a l'exili. Arran de la renúncia, el seu pare, Alfons XIII, li va concedir el títol de comte de Covadonga. La parella es va divorciar a L'Habana el 8 de maig de 1937.
Es va casar en segones núpcies amb Marta Rocafort i Altuzarra (1913-1993), també de nacionalitat cubana, amb qui va contraure matrimoni civil a l'Ambaixada Espanyola a Cuba, a L'Habana, el 3 de juliol de 1937. Al cap de pocs mesos, el 8 de gener de 1938, es van divorciar sense haver tingut fills.
Després del segon divorci s'instal·là a Miami (Estats Units d'Amèrica), on va morir el 6 de setembre de 1938 a l'Hospital Gerland al patir un accident d'automòbil que li va produir una hemorràgia interna que no va poder aturar a causa de l'hemofília.
L'any 1985 les seves despulles van ser traslladades a Espanya per ordre del rei Joan Carles I d'Espanya i sepultades al Panteó d'Infants del Reial Monestir de San Llorenzo de l'Escorial.

## Ascendents
|  |                                           |  |  |  |  |  |  |  |  |  |  |  |  |  |  |  |
|  | 16. Francesc de Paula de Borbó            |  |  |  |  |  |  |  |  |  |  |  |  |  |  |  |
|  |                                           |  |  |  |  |  |  |  |  |  |  |  |  |  |  |  |
|  |                                           |  |  |  |  |  |  |  |  |  |  |  |  |  |  |  |
|  | 8. Francesc d'Assís de Borbó              |  |  |  |  |  |  |  |  |  |  |  |  |  |  |  |
|  |                                           |  |  |  |  |  |  |  |  |  |  |  |  |  |  |  |
|  |                                           |  |  |  |  |  |  |  |  |  |  |  |  |  |  |  |
|  | 17. Lluïsa Carlota de Borbó-Dues Sicílies |  |  |  |  |  |  |  |  |  |  |  |  |  |  |  |
|  |                                           |  |  |  |  |  |  |  |  |  |  |  |  |  |  |  |
|  |                                           |  |  |  |  |  |  |  |  |  |  |  |  |  |  |  |
|  | 4. Alfons XII d'Espanya                   |  |  |  |  |  |  |  |  |  |  |  |  |  |  |  |
|  |                                           |  |  |  |  |  |  |  |  |  |  |  |  |  |  |  |
|  |                                           |  |  |  |  |  |  |  |  |  |  |  |  |  |  |  |
|  | 18. Ferran VII d'Espanya                  |  |  |  |  |  |  |  |  |  |  |  |  |  |  |  |
|  |                                           |  |  |  |  |  |  |  |  |  |  |  |  |  |  |  |
|  |                                           |  |  |  |  |  |  |  |  |  |  |  |  |  |  |  |
|  | 9. Isabel II d'Espanya                    |  |  |  |  |  |  |  |  |  |  |  |  |  |  |  |
|  |                                           |  |  |  |  |  |  |  |  |  |  |  |  |  |  |  |
|  |                                           |  |  |  |  |  |  |  |  |  |  |  |  |  |  |  |
|  | 19. Maria Cristina de Borbó-Dues Sicílies |  |  |  |  |  |  |  |  |  |  |  |  |  |  |  |
|  |                                           |  |  |  |  |  |  |  |  |  |  |  |  |  |  |  |
|  |                                           |  |  |  |  |  |  |  |  |  |  |  |  |  |  |  |
|  | 2. Alfons XIII d'Espanya                  |  |  |  |  |  |  |  |  |  |  |  |  |  |  |  |
|  |                                           |  |  |  |  |  |  |  |  |  |  |  |  |  |  |  |
|  |                                           |  |  |  |  |  |  |  |  |  |  |  |  |  |  |  |
|  | 20. Carles Lluís d'Àustria                |  |  |  |  |  |  |  |  |  |  |  |  |  |  |  |
|  |                                           |  |  |  |  |  |  |  |  |  |  |  |  |  |  |  |
|  |                                           |  |  |  |  |  |  |  |  |  |  |  |  |  |  |  |
|  | 10. Carles Ferran d'Àustria               |  |  |  |  |  |  |  |  |  |  |  |  |  |  |  |
|  |                                           |  |  |  |  |  |  |  |  |  |  |  |  |  |  |  |
|  |                                           |  |  |  |  |  |  |  |  |  |  |  |  |  |  |  |
|  | 21. Enriqueta de Nassau-Weilburg          |  |  |  |  |  |  |  |  |  |  |  |  |  |  |  |
|  |                                           |  |  |  |  |  |  |  |  |  |  |  |  |  |  |  |
|  |                                           |  |  |  |  |  |  |  |  |  |  |  |  |  |  |  |
|  | 5. Maria Cristina d'Habsburg-Lorena       |  |  |  |  |  |  |  |  |  |  |  |  |  |  |  |
|  |                                           |  |  |  |  |  |  |  |  |  |  |  |  |  |  |  |
|  |                                           |  |  |  |  |  |  |  |  |  |  |  |  |  |  |  |
|  | 22. Josep Antoni d'Àustria                |  |  |  |  |  |  |  |  |  |  |  |  |  |  |  |
|  |                                           |  |  |  |  |  |  |  |  |  |  |  |  |  |  |  |
|  |                                           |  |  |  |  |  |  |  |  |  |  |  |  |  |  |  |
|  | 11. Elisabet Francesca d'Àustria          |  |  |  |  |  |  |  |  |  |  |  |  |  |  |  |
|  |                                           |  |  |  |  |  |  |  |  |  |  |  |  |  |  |  |
|  |                                           |  |  |  |  |  |  |  |  |  |  |  |  |  |  |  |
|  | 23. Maria Dorotea de Württemberg          |  |  |  |  |  |  |  |  |  |  |  |  |  |  |  |
|  |                                           |  |  |  |  |  |  |  |  |  |  |  |  |  |  |  |
|  |                                           |  |  |  |  |  |  |  |  |  |  |  |  |  |  |  |
|  | 1. Alfons de Borbó                        |  |  |  |  |  |  |  |  |  |  |  |  |  |  |  |
|  |                                           |  |  |  |  |  |  |  |  |  |  |  |  |  |  |  |
|  |                                           |  |  |  |  |  |  |  |  |  |  |  |  |  |  |  |
|  | 24. Lluís II de Hessen-Darmstadt          |  |  |  |  |  |  |  |  |  |  |  |  |  |  |  |
|  |                                           |  |  |  |  |  |  |  |  |  |  |  |  |  |  |  |
|  |                                           |  |  |  |  |  |  |  |  |  |  |  |  |  |  |  |
|  | 12. Alexandre de Hessen-Darmstadt         |  |  |  |  |  |  |  |  |  |  |  |  |  |  |  |
|  |                                           |  |  |  |  |  |  |  |  |  |  |  |  |  |  |  |
|  |                                           |  |  |  |  |  |  |  |  |  |  |  |  |  |  |  |
|  | 25. Guillermina de Baden                  |  |  |  |  |  |  |  |  |  |  |  |  |  |  |  |
|  |                                           |  |  |  |  |  |  |  |  |  |  |  |  |  |  |  |
|  |                                           |  |  |  |  |  |  |  |  |  |  |  |  |  |  |  |
|  | 6. Enric de Battenberg                    |  |  |  |  |  |  |  |  |  |  |  |  |  |  |  |
|  |                                           |  |  |  |  |  |  |  |  |  |  |  |  |  |  |  |
|  |                                           |  |  |  |  |  |  |  |  |  |  |  |  |  |  |  |
|  | 26. Hans Moritz von Hauke                 |  |  |  |  |  |  |  |  |  |  |  |  |  |  |  |
|  |                                           |  |  |  |  |  |  |  |  |  |  |  |  |  |  |  |
|  |                                           |  |  |  |  |  |  |  |  |  |  |  |  |  |  |  |
|  | 13. Júlia von Hauke                       |  |  |  |  |  |  |  |  |  |  |  |  |  |  |  |
|  |                                           |  |  |  |  |  |  |  |  |  |  |  |  |  |  |  |
|  |                                           |  |  |  |  |  |  |  |  |  |  |  |  |  |  |  |
|  | 27. Sophie Lafontaine                     |  |  |  |  |  |  |  |  |  |  |  |  |  |  |  |
|  |                                           |  |  |  |  |  |  |  |  |  |  |  |  |  |  |  |
|  |                                           |  |  |  |  |  |  |  |  |  |  |  |  |  |  |  |
|  | 3. Victòria Eugènia de Battenberg         |  |  |  |  |  |  |  |  |  |  |  |  |  |  |  |
|  |                                           |  |  |  |  |  |  |  |  |  |  |  |  |  |  |  |
|  |                                           |  |  |  |  |  |  |  |  |  |  |  |  |  |  |  |
|  | 28. Ernest I de Saxònia-Coburg Gotha      |  |  |  |  |  |  |  |  |  |  |  |  |  |  |  |
|  |                                           |  |  |  |  |  |  |  |  |  |  |  |  |  |  |  |
|  |                                           |  |  |  |  |  |  |  |  |  |  |  |  |  |  |  |
|  | 14. Albert de Saxònia-Coburg Gotha        |  |  |  |  |  |  |  |  |  |  |  |  |  |  |  |
|  |                                           |  |  |  |  |  |  |  |  |  |  |  |  |  |  |  |
|  |                                           |  |  |  |  |  |  |  |  |  |  |  |  |  |  |  |
|  | 29. Lluïsa de Saxònia-Gotha-Altenburg     |  |  |  |  |  |  |  |  |  |  |  |  |  |  |  |
|  |                                           |  |  |  |  |  |  |  |  |  |  |  |  |  |  |  |
|  |                                           |  |  |  |  |  |  |  |  |  |  |  |  |  |  |  |
|  | 7. Beatriu del Regne Unit                 |  |  |  |  |  |  |  |  |  |  |  |  |  |  |  |
|  |                                           |  |  |  |  |  |  |  |  |  |  |  |  |  |  |  |
|  |                                           |  |  |  |  |  |  |  |  |  |  |  |  |  |  |  |
|  | 30. Eduard del Regne Unit                 |  |  |  |  |  |  |  |  |  |  |  |  |  |  |  |
|  |                                           |  |  |  |  |  |  |  |  |  |  |  |  |  |  |  |
|  |                                           |  |  |  |  |  |  |  |  |  |  |  |  |  |  |  |
|  | 15. Victòria I del Regne Unit             |  |  |  |  |  |  |  |  |  |  |  |  |  |  |  |
|  |                                           |  |  |  |  |  |  |  |  |  |  |  |  |  |  |  |
|  |                                           |  |  |  |  |  |  |  |  |  |  |  |  |  |  |  |
|  | 31. Victòria de Saxònia-Coburg Saalfeld   |  |  |  |  |  |  |  |  |  |  |  |  |  |  |  |
|  |                                           |  |  |  |  |  |  |  |  |  |  |  |  |  |  |  |
|  |                                           |  |  |  |  |  |  |  |  |  |  |  |  |  |  |  |

## Tractament i títols
Al llarg de la seva vida, aquests van ser els tractaments i títols que va ostentar:
- Sa Altesa Reial el príncep d'Astúries (10 de maig de 1907 - 11 de juny de 1933).[9]
- Sa Altesa Reial el comte de Covadonga (11 de juny de 1933 - 6 de setembre de 1938).[1]

## Distincions

### Distincions honorífiques espanyoles
- Cavaller de l'Insigne Orde del Toisó d'Or, collar (10 de maig de 1907).[10]
- Cavaller del Reial i Distingit Orde Espanyol de Carles III, collar (10 de maig de 1907).[10]
- Cavaller del Reial Orde d'Isabel la Catòlica, gran creu (10 de maig de 1907).[10]
- Comanador major de Montalbán a l'Orde de Sant Jaume (9 de gener de 1928).[11]
- Cavaller del Reial Orde d'Isabel la Catòlica, collar (2 de febrer de 1931).[12]

### Distincions honorífiques estrangeres
- Cavaller de l'Orde de l'Elefant (Regne de Dinamarca, 6 de febrer de 1929).[13]
- Cavaller del Orde Suprem de la Santíssima Anunciació (Regne d'Itàlia, 1924).
- Cavaller de l'Orde de Sant Maurici i Sant Llàtzer, gran creu (Regne d'Itàlia, 1924).
- Cavaller de l'Orde de la Corona d'Itàlia, gran creu (Regne d'Itàlia, 1924).

## Fotografies

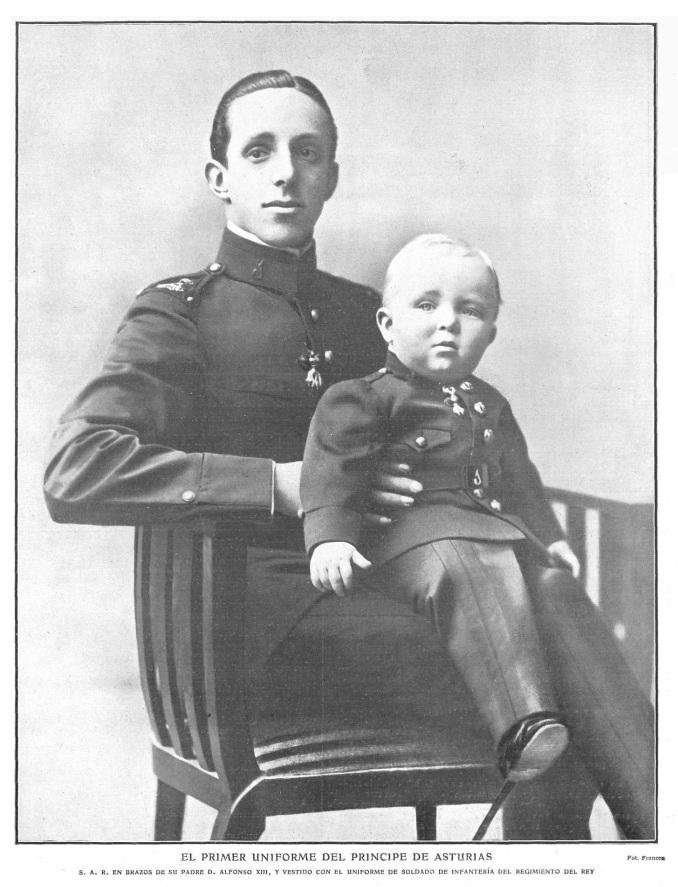
El rei Alfons XIII i el príncep d'Astúries, el 1908.
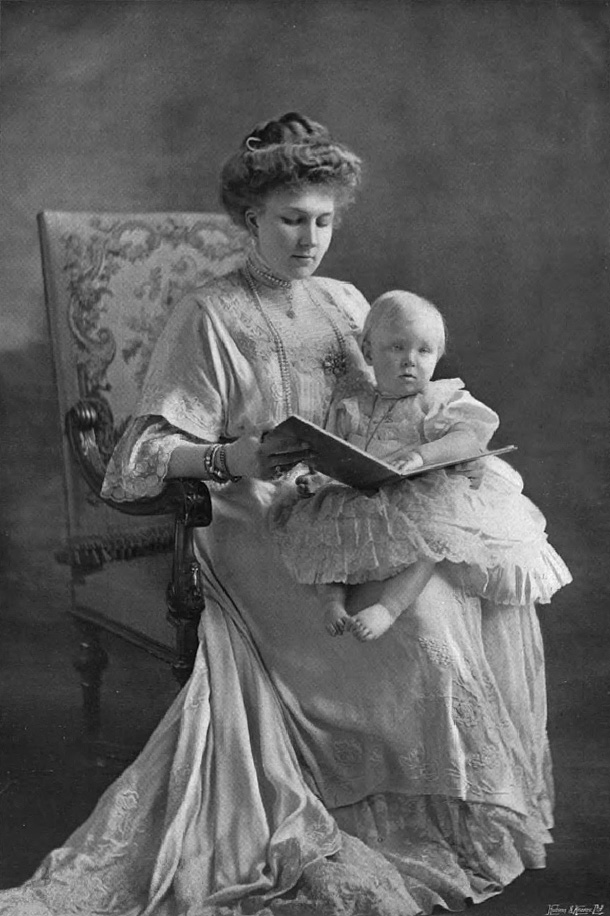
La reina Victòria Eugènia i el príncep d'Astúries (1909).
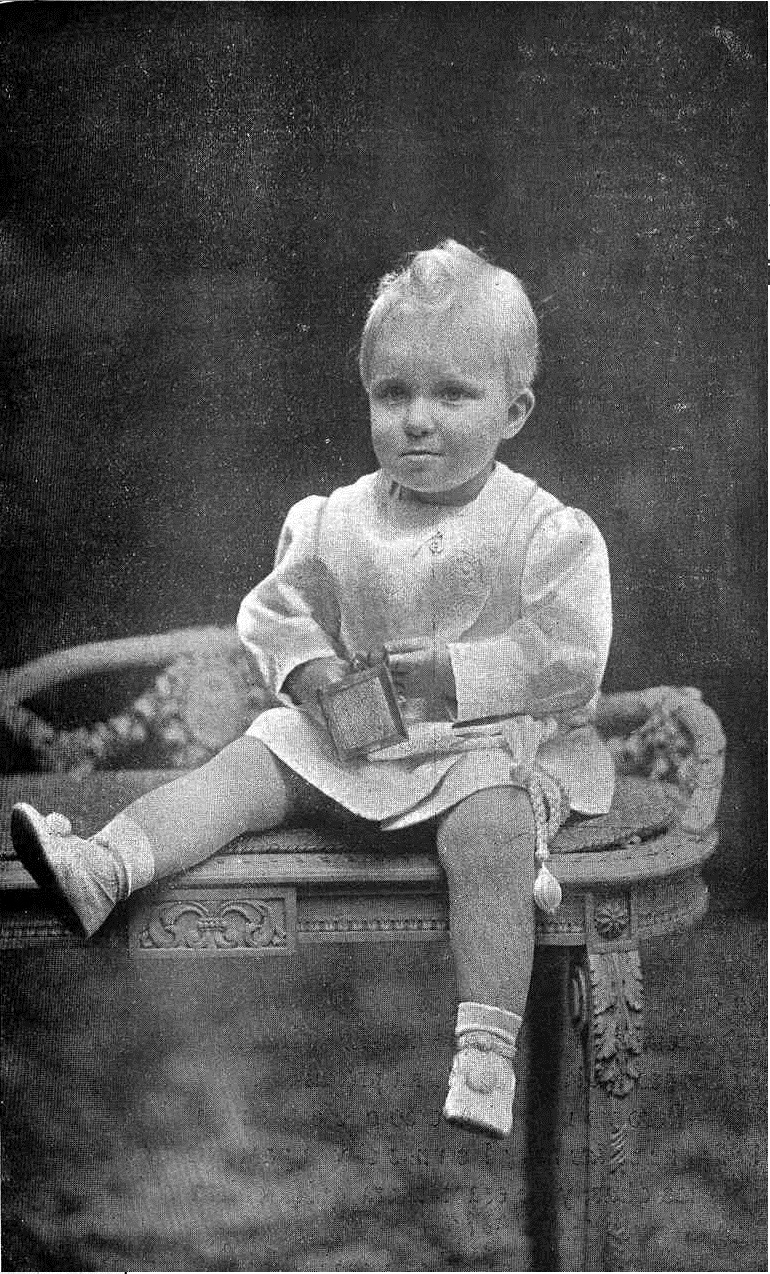
El príncep d'Astúries a l'edat de 2 anys (1909).
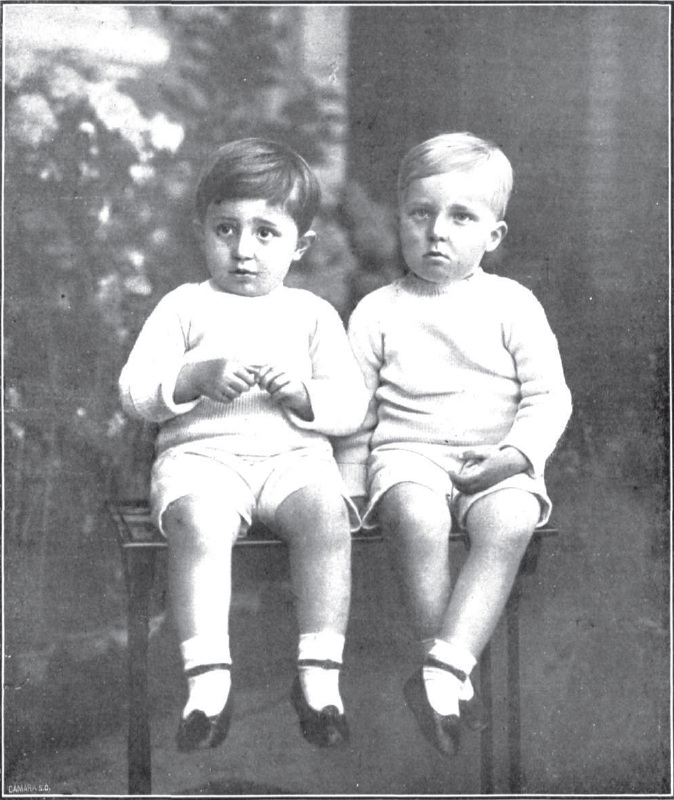
L'infant Jaume d'Espanya i el príncep d'Astúries (1911).
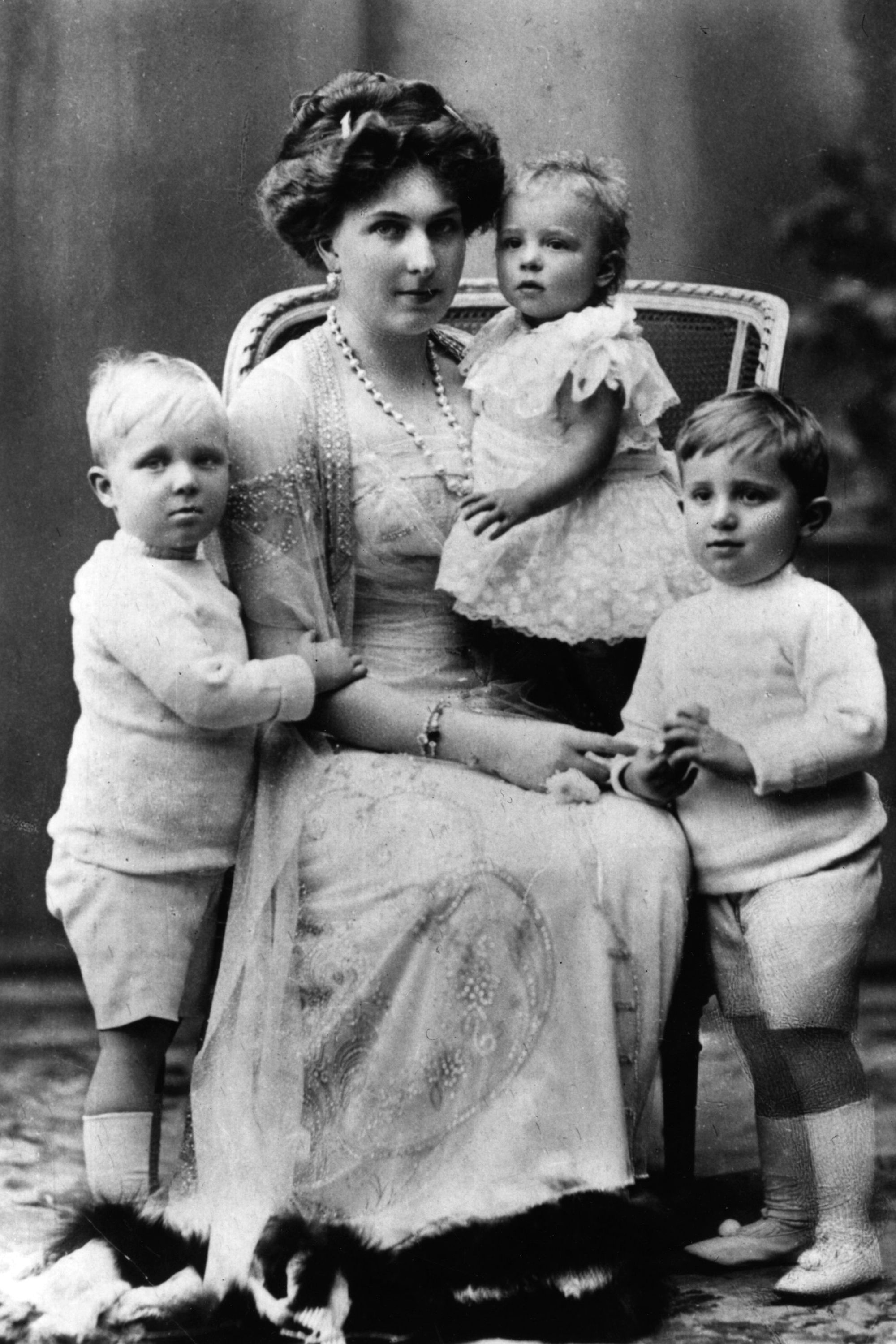
La reina Victòria Eugènia amb els seus tres primers fills, cap al 1911.
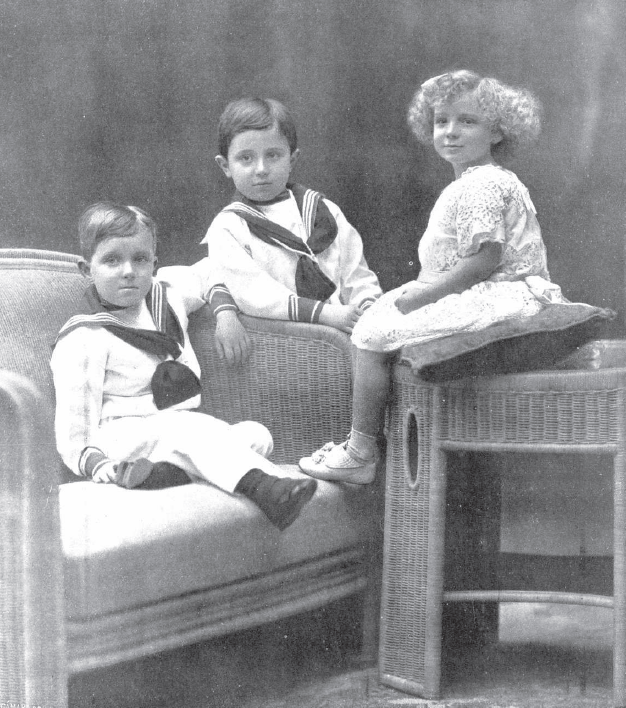
El príncep d'Astúries, l'infant Jaume i la infanta Beatriu.

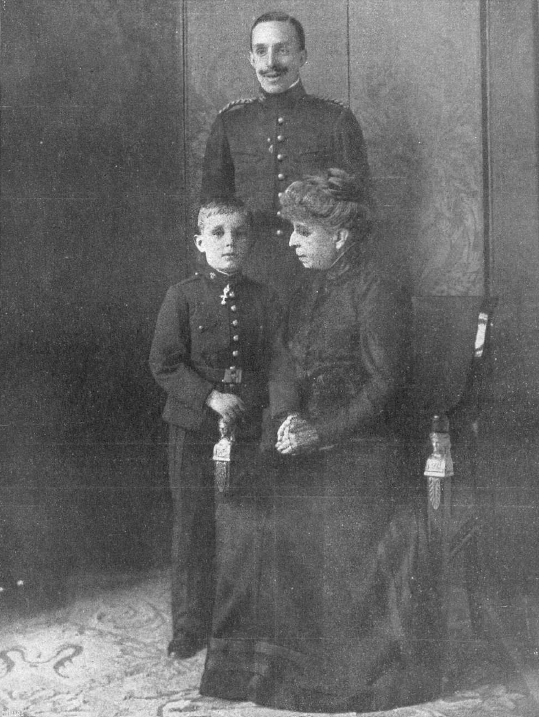
El rei Alfons XIII, la reina Maria Cristina i el príncep d'Astúries (1914).
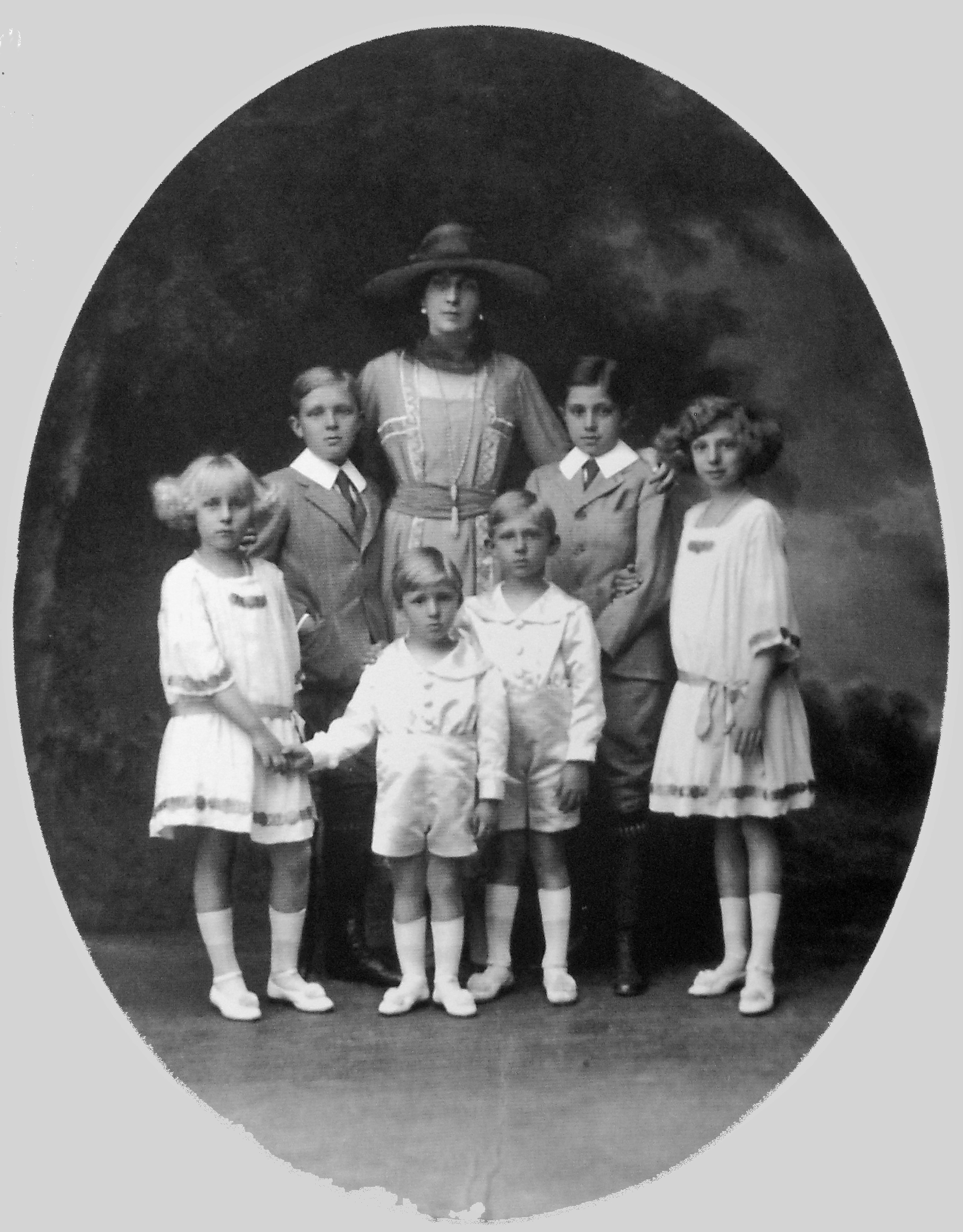
La reina Victòria Eugènia amb tots els seus fills el 1918.
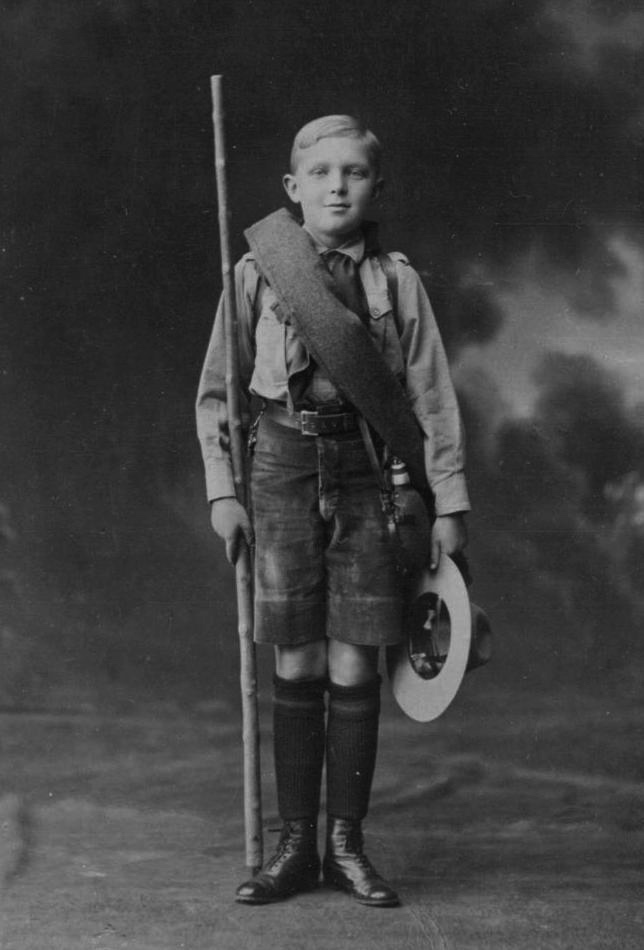
El príncep Alfons amb l'uniforme de boy scout (1918).
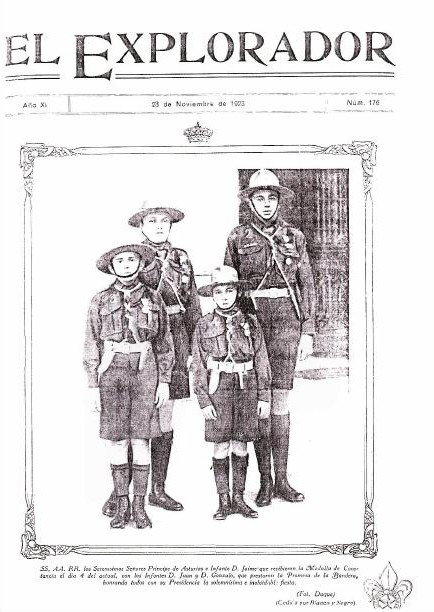
El príncep d'Astúries i els infants Jaume, Joan i Gonçal (1923).
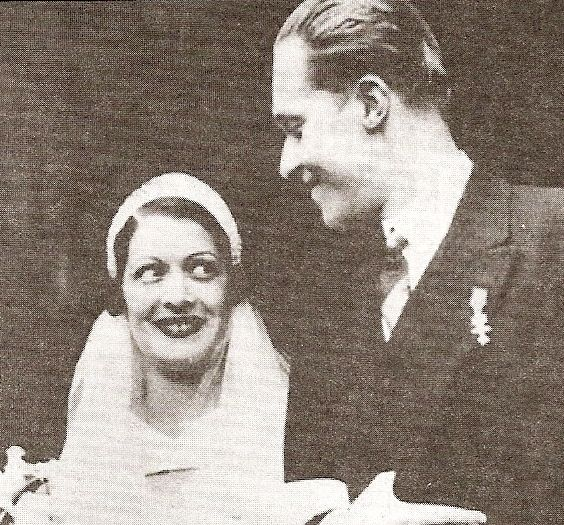
Els comtes de Covadonga el dia del seu casament, el 1933.